# 洛蘭 (伊利諾伊州)
洛蘭（英語：Loran）是位於美國伊利諾伊州斯蒂芬森縣的一個非建制地區。該地的面積和人口皆未知。

## 地理
洛蘭的座標為42°14′06″N 89°54′37″W / 42.23500°N 89.91028°W，而該地的平均海拔高度為232米（即761英尺）。